# Akie Hanai
Akie Hanai –en japonés: 花井瑛絵, Hanai Akie– (22 de noviembre de 1999) es una deportista japonesa que compite en lucha libre. Ganó una medalla de plata en el Campeonato Mundial de Lucha de 2021, en la categoría de 59 kg.

## Palmarés internacional
| Campeonato Mundial | Campeonato Mundial | Campeonato Mundial | Campeonato Mundial |
| Año                | Lugar              | Medalla            | Categoría          |
| ------------------ | ------------------ | ------------------ | ------------------ |
| 2021               | Oslo (Noruega)     | Medalla de plata   | 59 kg              |